# María Delgado
María Delgado Kuskova (Odesa, Ucrania; 25 de julio de 1987) es una periodista y presentadora de televisión ucraniana-boliviana.
María Delgado nació el 25 de julio de 1987 en la ciudad de Odesa, en Ucrania. Es hija de padre boliviano y madre ucraniana. 
En 1990, a sus 3 años de edad, su familia se trasladó a vivir a la ciudad de La Paz. Delgado comenzó en Bolivia sus estudios escolares en 1993 saliendo bachiller el año 2004. 
Continuó con sus estudios superiores, graduándose como periodista  de la Universidad Privada Boliviana.
Su primera experiencia en la televisión fue con el programa turístico Expedición Bolivia en diciembre de 2008. Durante su carrera profesional trabajó en el canal estatal Bolivia TV de la ciudad de Cochabamba. Posteriormente regresó a la ciudad de La Paz para trabajar en Cadena A y la Red Unitel.
El 18 de abril de 2011 empezó a trabajar en la cadena televisiva Red Uno como presentadora de noticias de Notivisión junto a César Galindo y Claudia Fernández, y a la vez como conductora del programa El Mañanero junto a Juan Carlos Monrroy, Asbel Valenzuela y Sandra Alcázar.
El 24 de enero de 2019, durante un enlace en vivo, fue presentada en el personal de noticias de la Red ATB, en donde trabajó junto a otros presentadores de televisión como Carolina Córdova y Daniel Ardiles.
En diciembre del 2023 dejó Contacto Bolivia y PAT para retornar a Red Uno y encargarse de la producción de El Mañanero. Posteriormente retornaría en mayo del 2024 a Contacto Bolivia junto a Priscilla Quiroga, y en julio a Cadena A después de 15 años desde su primer paso.